# Youm Jung-hwan
Youm Jung-hwan (Koreaans: 염정환; 1 december 1985 – 18 februari 2014) was een Zuid-Koreaans wielrenner.
Hij overleed tijdens een training aan een hartaanval op 28-jarige leeftijd.

## Overwinningen
2005
 Aziatisch kampioen tijdrijden, Elite
2007
Zuid-Koreaans kampioen tijdrijden, Elite
2008
Zuid-Koreaans kampioen tijdrijden, Elite
2012
Zuid-Koreaans kampioen tijdrijden, Elite